# Christina Larsson
Christina Larsson, född 22 november 1965, är en svensk författare som skriver spännings- och feelgoodlitteratur. 
Christina Larsson har en Politices kandidatexamen och är utbildad manusförfattare för tv och film vid Alma Education.